# Euphorbia hyberna
Euphorbia hyberna L. es una especie fanerógama perteneciente a la familia de las euforbiáceas. 

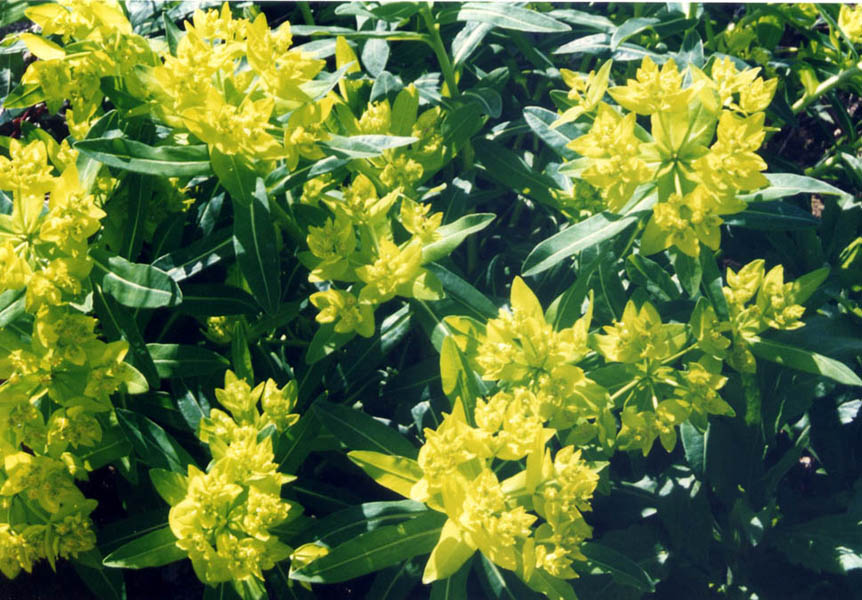
Inflorescencias

## Distribución y hábitat
Se distribuye por Europa occidental atlántica. En la península ibérica aparece principalmente en el N y NW, aunque escasea en la zona central del Pirineo. Crece en los bosques húmedos (hayedos, abetales, pinares de pino royo), sus orlas y comunidades de megafórbias en alturas de 900 a 1200 m s. n. m.

## Descripción
Es una hierba perenne y rizomatosa que tiene numerosos tallos robustos, ± largos (hasta 70 cm) y estriados. Las hojas son elípticas, sésiles, un poco onduladas y largas (las más grandes son las superiores, que pueden llegar a los 8 cm de longitud). Las flores están agrupadas en ciatos, los cuales se encuentran en cimas terminales de 5 radios. Las glándulas del ciatio son reniformes y marronosas. El fruto es una cápsula fuertemente tuberculada.

## Taxonomía
Euphorbia hyberna fue descrita por Carlos Linneo y publicado en Species Plantarum 462. 1753.
Etimología
Euphorbia: nombre genérico que deriva del médico griego del rey Juba II de Mauritania (52 a 50 a. C. - 23), Euphorbus, en su honor – o en alusión a su gran vientre –  ya que usaba médicamente Euphorbia resinifera. En 1753 Carlos Linneo asignó el nombre a todo el género.
hyberna: epíteto latino que significa "de invierno".
Variedades
- E. hyberna subsp. canuti (Parl.) Tutin, 1968 = Euphorbia canuti Parl., 1869
- E. hyberna subsp. gibelliana (Peola) Raffaelli, 1980 = Euphorbia × gibelliana Peola
- E. hyberna subsp. insularis (Boiss.) Briq., 1935 = Euphorbia insularis Boiss., 1860

Sinonimia
- Euphorbia lusitanica Steud.
- Tithymalus hybernus (L.) Klotzsch & Garcke[4]
- Galarhoeus hybernus (L.) Haw. (1812).[5]
- Euphorbia carniolica Lapeyr.
- Euphorbia emarginata Aiton
- Euphorbia hibernica Spreng.
- Galarhoeus emarginatus Haw.[6][7]